# Cecil Wingfield Fiennes
Major Cecil Wingfield Twisleton Wykeham Fiennes (* 24. November 1897 in London; † 24. Juli 1972 in Dublin) war ein britischer Peer und Autorennfahrer.

## Familie und Ausbildung
Cecil Wingfield Twisleton Wykeham Fiennes war das älteste dreier Kinder von Major Caryl Wentworth Twisleton Wykeham Fiennes (1869–1948) und dessen Ehefrau Kathleen Isabella Hawkins (?–1961). Er war viermal verheiratet (erste Eheschließung 1920; letzte Vermählung 1959) und Vater zweier Töchter.
Cecil Wingfield Twisleton Wykeham Fiennes erhielt seine schulische Ausbildung am Marlborough College und diente sowohl im Ersten als auch im Zweiten Weltkrieg in der British Army.

## Karriere im Motorsport
Cecil Wingfield Fiennes war in den späten 1920er- und frühen 1930er-Jahren als Herrenfahrer vor allem bei Sportwagenrennen aktiv. Wie fast alle seiner Landsleute dieser Epoche startete er vor allem bei Rennen auf der Rennbahn von Brooklands. Gemeinsam mit Tim Rose-Richards beendete er im Bentley 4 ½ Litre das 500-Meilen-Rennen von Brooklands 1929 an der fünften Stelle der Gesamtwertung. 1932 wurde er bei diesem Rennen Gesamtvierter. Seine einzige Teilnahme am 24-Stunden-Rennen von Le Mans endete 1929 mit einem Ausfall.

## Statistik

### Le-Mans-Ergebnisse
| Jahr | Team                   | Fahrzeug            | Teamkollege          | Platzierung | Ausfallgrund |
| ---- | ---------------------- | ------------------- | -------------------- | ----------- | ------------ |
| 1929 | Colonel Warwick Wright | Invicta LC 4½ Litre | Owen Saunders-Davies | Ausfall     | Motorschaden |